# Society for Industrial and Applied Mathematics
Pour les articles homonymes, voir Société de mathématiques appliquées et industrielles.
La Society for Industrial and Applied Mathematics (SIAM), est une association en mathématiques. Fondée en 1951, elle comptait alors une centaine de membres. En 2017, elle compte plus de 14 000 membres, surtout en Amérique du Nord, en Extrême-Orient, au Royaume-Uni et en Irlande.
Des universités en sont aussi membres.

## Publications
En 2018, la SIAM publie dix-huit journaux scientifiques :
- Theory of Probability and Its Applications depuis 1956
- SIAM Review depuis 1959
- SIAM Journal on Applied Mathematics depuis 1966
- SIAM Journal on Numerical Analysis depuis 1966
- SIAM Journal on Mathematical Analysis (en) depuis 1970
- SIAM Journal on Computing depuis 1972
- SIAM Journal on Control and Optimization depuis 1976
- SIAM Journal on Discrete Mathematics depuis 1988
- SIAM Journal on Matrix Analysis and Applications depuis 1988
- SIAM Journal on Optimization depuis 1991
- SIAM Journal on Scientific Computing depuis 1993
- SIAM Journal on Applied Dynamical Systems depuis 2002
- Multiscale Modeling and Simulation depuis 2003
- SIAM Journal on Imaging Sciences depuis 2008
- SIAM Journal on Financial Mathematics depuis 2010
- SIAM/ASA Journal on Uncertainty Quantification (en collaboration avec la Société américaine de statistique) depuis 2013
- SIAM Journal on Applied Algebra and Geometry depuis 2017
- SIAM Journal on Mathematics of Data Science depuis 2018.

## Prix attribués
SIAM reconnaît l'excellence des contributions de mathématiciens et d'informaticiens à travers la remise de divers prix. Parmi ces prix, il y a :
Prix Germund-Dahlquistbiennal. Attribué à un jeune scientifique (normalement moins de 45 ans) pour des contributions originales dans des domaines associés à Germund Dahlquist (solutions numériques d'équations différentielles et méthodes de calcul numérique).
Prix Ralph-E.-Kleinmanbiennal. Attribué « pour des recherches exceptionnelles, ou d'autres contributions, qui comblent le fossé entre les mathématiques et les applications ... Chaque prix peut être attribué soit pour un seul travail notable ou pour une série de telles réalisations. ».
Prix Crawfordbiennal. Attribué « pour des travaux exceptionnels récents sur un sujet en science non linéaire, attestés par une publication en anglais dans une revue à comité de lecture au cours des quatre années précédentes ».
Jürgen Moser LectureAttribué à « une personne qui a fait des contributions remarquables aux sciences non linéaires ».
Prix Richard-C.-DiPrimabiennal. Attribué à « un jeune scientifique qui a fait des recherches exceptionnelles en mathématiques appliquées (définie comme les sujets couverts par les revues SIAM) et qui a terminé sa thèse de doctorat et remplit toutes les autres exigences pour son doctorat pendant une période allant de trois ans avant la date d'attribution à un an avant la date d'attribution ».
Prix George-Pólyabiennal. attribué tous les deux ans, par alternance dans l’une des catégories : (1) contribution en théorie combinatoire ; (2) pour une contribution remarquable dans d'autres domaines relevant des intérêts de George Pólya. Ce double prix a été scindé en deux prix, renommés prix Pólya en combinatoire et prix Pólya en mathématiques.
Prix W.-T.-et-Idalia-Reidannuel. Attribué pour des recherches et contributions dans le domaine des équations différentielles et de la théorie du contrôle.
Prix Theodore von Kármánquinquennal. Attribué pour « une application remarquable des mathématiques à la mécanique et ou aux sciences de l'ingénieur durant les cinq à dix années précédant le prix ».
Prix James H. Wilkinson en analyse numérique et calcul scientifiquequadriennal. Attribué pour « une recherche ou d'autres contributions à l'analyse numérique et au calcul scientifique au cours des six années précédant la récompense ».
Prix James H. Wilkinson en logiciel numériquequadriennal.
Prix Peter-Henriciquadriennal ; un prix attribué conjointement avec l'École polytechnique de Zurich (ETH) pour des recherches originales ou des ouvrages d'exposition remarquables en analyse numérique.
Conférence Sofia Kovalevskaïaannuel, attribué conjointement avec l'Association for Women in Mathematics (AWM) à une personnalité de la communauté scientifique dont les travaux mettent en lumière les découvertes de femmes en mathématiques appliquées ou numériques.

## John von Neumann Lecture
Le prix de la Conférence von Neumann a été créé en 1959 avec un fond abondé par IBM et d'autres établissements industriels, et est attribué pour « des contributions exceptionnelles et remarquables dans le domaine des sciences mathématiques appliquées et pour la communication efficace de ces idées à la communauté ». Le récipiendaire reçoit une prime en argent et présente une conférence de synthèse à la réunion annuelle.